# 菊池総
菊池 総（きくち さとし、1960年4月2日 - ）は、日本の野球選手（投手）。投手としては小柄ながら、キレの良いスライダーとシュートを駆使しソウル五輪代表にも選ばれた。

## 経歴
印旛高校では1977年秋季関東大会県予選でエースとしてチームを支え、同校に初優勝をもたらした。続く関東大会でも決勝で前橋高を完封し優勝。春の選抜初出場を決め、防御率0.38の成績で、江川卓にも匹敵するとの高評価を得ている。翌1978年の第50回選抜高等学校野球大会に出場。1回戦で西田真次、木戸克彦のバッテリーを擁するPL学園と対戦し、緊張もあって4点を奪われ完封負けに終わった。同年夏の甲子園県予選では準々決勝で小川史を擁する浦安高に延長10回サヨナラ負け、甲子園には出場できなかった。
明治大学に進学。東京六大学野球リーグでは在学中3度の優勝を経験するが、1年上に森岡真一、同期に小島義則（東京ガス）、武藤哲裕（日本鋼管）と好投手がおり、あまり活躍の場はなかった。
卒業後は東芝に進み、三原昇らとともに投手陣の中心となる。1985年の都市対抗では3勝を挙げ決勝に進出。先発に起用されるが日本生命に逆転負け、この大会で久慈賞を獲得。1987年の都市対抗でも決勝に進出、ヤマハのエース劉秋農と投げ合うが敗退、またも準優勝にとどまる。この大会では2度目の久慈賞を獲得した。同年は第8回インターコンチネンタルカップ日本代表となり、社会人ベストナインにも選ばれた。
翌1988年はソウル五輪代表に選出され、若い選手の多い投手陣のまとめ役となった。銀メダルを称え、千葉県知事賞を受賞した。第30回ワールドカップ（旧アマチュア野球世界選手権）日本代表にも選出されている。また同年はチームが都市対抗と日本選手権の両大会を制覇、これは史上初の快挙であった。菊池は両大会とも決勝で先発、都市対抗ではNTT東海との接戦の末9回裏サヨナラ勝ち、日本選手権では本田技研熊本を2回以降を無失点に抑え快勝した。日本選手権では優秀選手賞を受賞している。この時のチームメートに三原の他、近藤芳久、丹波健二、南渕時高らがいた。
密かに引退を決意して臨んだ1991年の都市対抗では決勝戦で8回途中から登板して胴上げ投手となり、非常に思い出深い試合になったという。引退後は社業に専念して官公庁向けの営業などを担当している。